# 希尔顿欢朋酒店
希尔顿欢朋酒店（英語：Hampton by Hilton），是希爾頓全球酒店集團最大的酒店品牌，也是全球最大的国际酒店品牌之一，旗下的2300多家酒店遍布21个国家。

## 历史

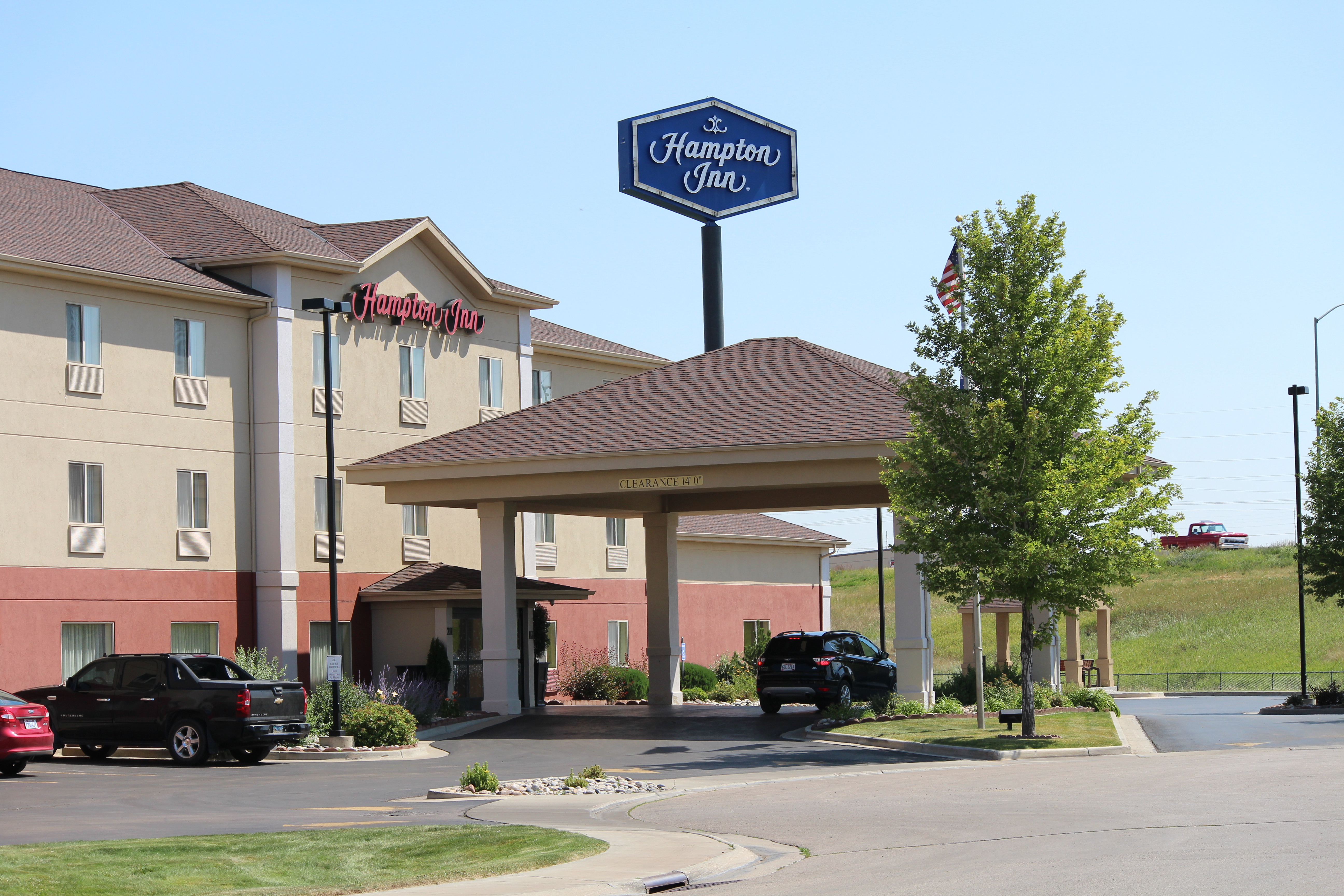
位于怀俄明州吉列的欢朋旅馆

欢朋酒店品牌始于1984年，原为假日酒店集团旗下的欢朋旅馆（Hampton Inn）。开业时的欢朋旅馆仅为美国田纳西州孟菲斯的一家二层小旅店。1989年，假日酒店集团因财务困难准备售出其主打品牌假日酒店，因此将其旗下的其他品牌如欢朋、尊盛（Embassy Suites）、欣庭（Homewood Suites）转让给其控股子公司普罗姆斯酒店集团，并开始着力打造欢朋品牌。因此欢朋开始从经济型酒店向中档酒店转型，得以与集团的前酒店品牌假日酒店竞争。20世纪90年代，欢朋旅馆旗下已运营着超过220家旅店。1995年，以两室一厅一厨为特色的“欢朋旅馆与度假村”发布。1999年，普罗姆斯集团以37亿美元被希尔顿全球酒店集团收购。2004年，“Make it Hampton”企划启动。2012年，“Perfect Mix”企划启动。两次企划使欢朋酒店改头换面，从而在2010年-2016年连续七年蝉联美国《创业家》杂志特许500强榜单的前五名。
如今欢朋已成为一款主打中高端酒店的品牌，与万豪集团的万枫、洲际集团的智选假日和精选国际集团的舒适处于同一档次。

## 分布

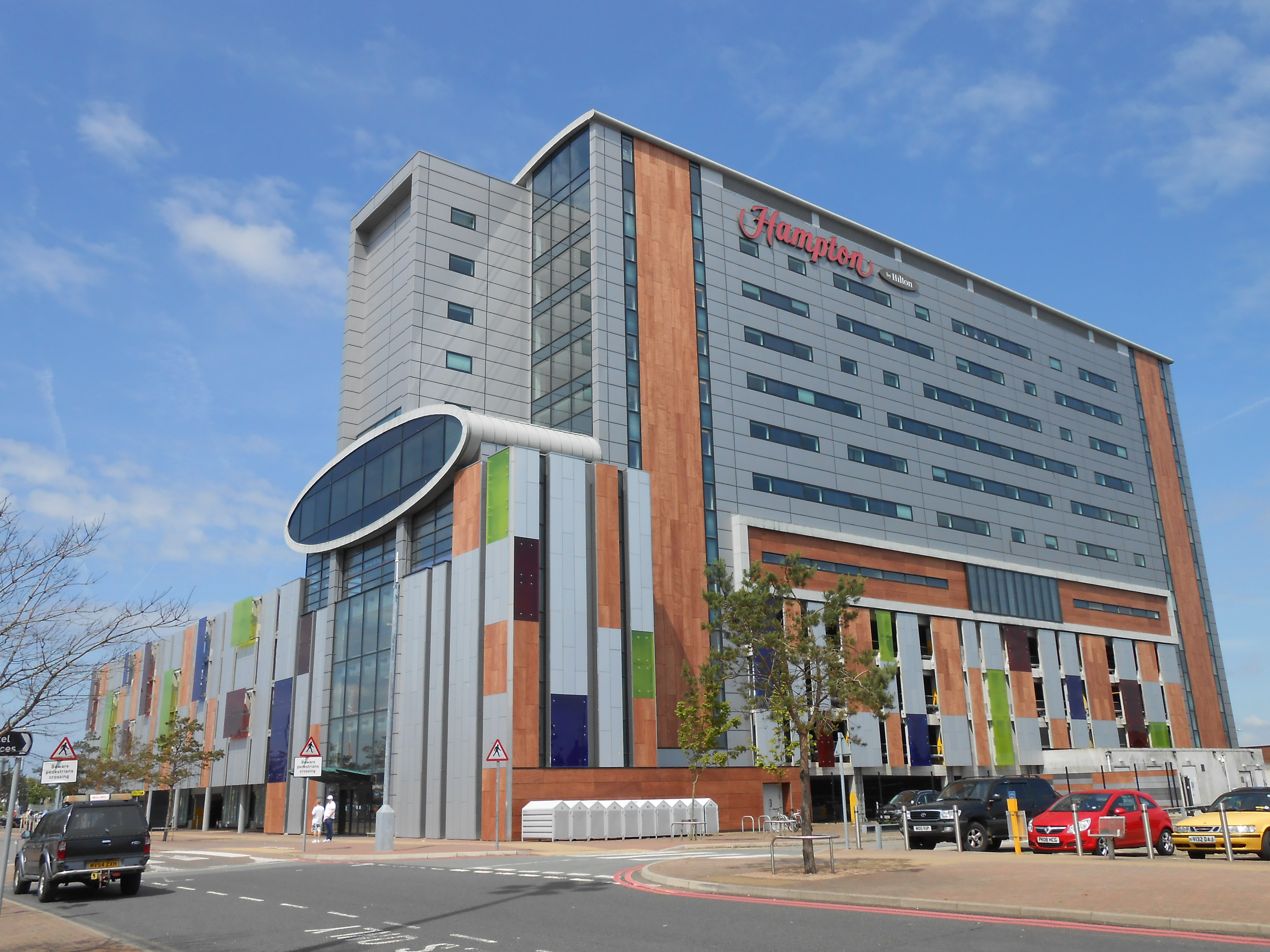
英国利物浦约翰列侬机场旁的希尔顿欢朋酒店

希尔顿欢朋在全球拥有超过2300家酒店，大部分位于美国。希尔顿集团直接管理包括孟菲斯沙迪葛洛夫酒店在内的部分欢朋酒店，其余大部分为加盟店。
1993年，第一家位于美国境外的欢朋酒店在加拿大安大略省的尼亚加拉瀑布城开业。
2015年，大中华区第一家希尔顿欢朋酒店在三亚开业。